# A meteoritok osztályozása

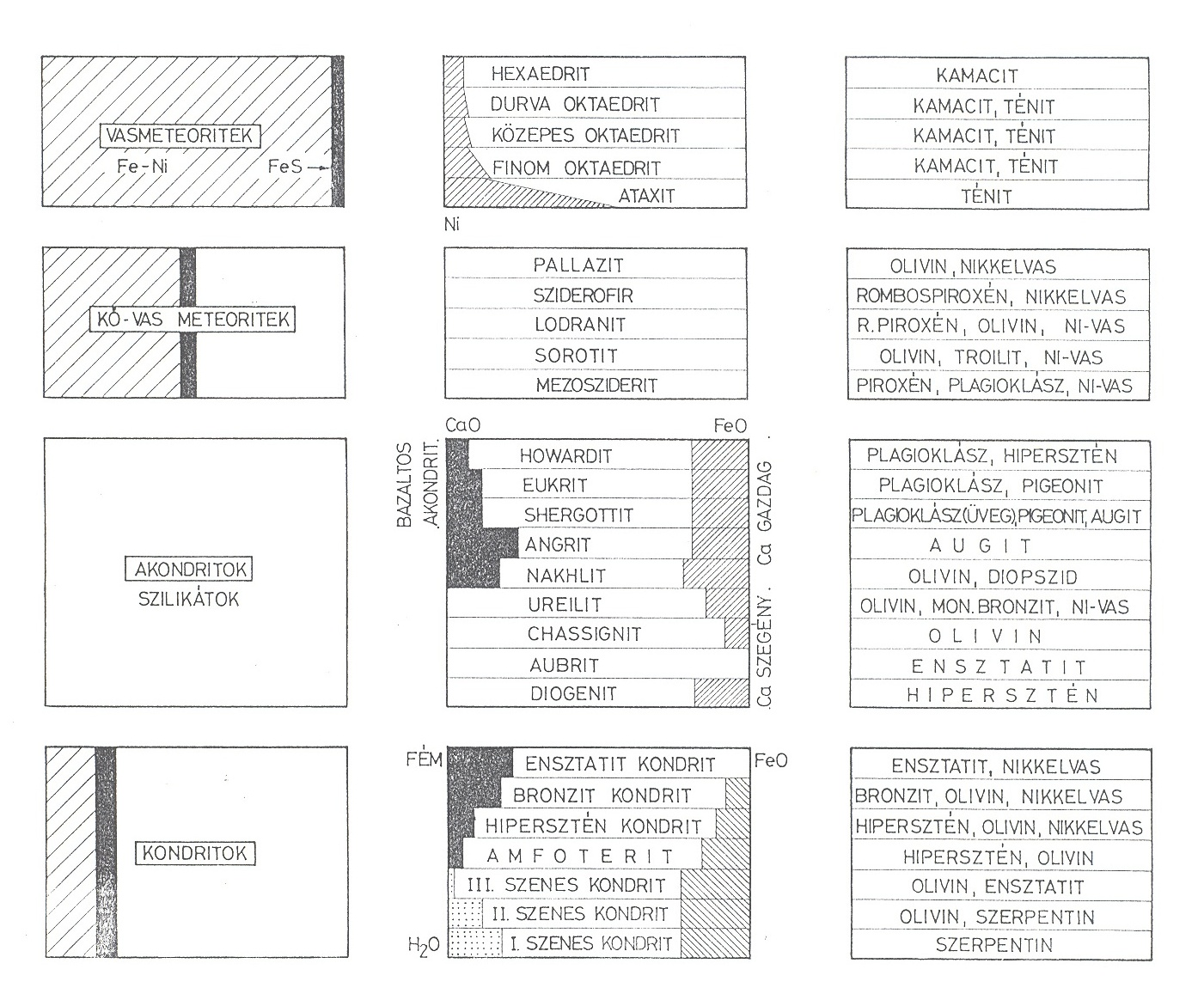
A meteoritok osztályozását három lépcsóben bemutató tábla. A bal oszlop a négy fő csoportot, a középső a főbb típuspokat mutatja be, míg a jobb oszlop a típusok főbb ásványait jellemzi. (Forrás: Bérczi Sz. 1991)

A meteoritok osztályozásának célja az, hogy a közös eredetű meteoritokat egy csoportba sorolja és segítse a kis égitestek fejlődéstörténetének rekonstruálását az, hogy az osztályozás hűségesen utal a csoportok közötti kapcsolatokra. Ennek alapján idővel a szülő égitestek is rekonstruálhatók lesznek. Szülő égitest az a forráségitest, amelynek töredéke az adott meteorit.
A szülő égitest a legtöbb esetben egy kisbolygó, vagy hold a Naprendszerben. Lehet, hogy ez az égitest már nem is létezik, hanem csak a töredékeit lehet majd azonosítani a kisbolygó övben. A meteoritok osztályozása tehát szoros kapcsolatban áll a kisbolygók közötti kapcsolatok föltárásával is. Egyes meteoritok forráshelye lehet üstökös is.

## Az osztályozás nevezéktan is
Az osztályozás egyik fontos eredménye a nevezéktan is. Egyes részeit az osztályozásnak széles körben elfogadják és használják, de a finom részletekben lehetnek értelmezési eltérések. Ennek oka az, hogy mivel még nem pontos a forráségitestek rekonstrukciója, más és más hierarchiában illesztik össze az összképet az egyes kutatók.
Fontos alcsoportot alkotnak a kondritok, melyeket alcsoportokra osztanak be. Más kapcsolatokat a család, vagy a klán kifejezéssel kapcsolnak össze. Három ilyen elfogadott kondrit csoport, vagy osztály van: a szenes kondritoké, az ensztatit kondritoké és a rendes kondritoké.
Azokat a kondritokat, amelyek eltérnek egy kissé a csoport főbb tulajdonságaitól, anomális meteoritoknak nevezik. Azokat a kondritokat, amelyeket egyelőre nem lehet besorolni a kialakult rendszertanba csoport nélküli meteoritoknak nevezik.  Például az Acfer 094 egy ilyen csoport nélküli tagja a CM-CO klánnak.

## A hagyományos osztályozási rendszer
A meteoritokat gyakran sorolják a három fő csoportba aszerint, hogy főleg kőzetből, fémből, vagy vegyesen kőből és fémből állnak. Ezeket a kategóriákat a 19. század eleje óta használják. Ennek a megnevezésnek azonban nincsen sok genetikai vonzata. Példaként említhetjük, hogy sok vasmeteorit tartalmaz szilikát zárványokat, de mégsem nevezik őket kő-vas-meteoritoknak. Mégis, ez a korai besorolás áll az osztályozások kezdetén.
A kőmeteoritokat hagyományosan két csoportra osztják: kondritokra, melyek a kondrumoknak nevezett kicsiny gömböcskéket tartalmazzák, és akondritokra, amelyek átestek egy kis égitest fölmelegedésével együttjáró planetáris differenciálódáson.
A vasmeteoritokat hagyományosan a belső szerkezetúk alapján sorolják az octahedritek, a hexahedritek és az ataxitok csoportjába. Ezek a megnevezések leíró jellegűek, s helyettük ma már a modernebb kémiai csoportokat használják.
A kő-vas meteoritok két nagy csoportja a pallazitoké és a mezoszideriteké.

## A meteorit-osztályozási rendszer
- I) Kőmeteoritok
  - Kondritok
    - Szenes kondritok osztály
      - CI kondrit (Ivuna-szerű) csoport
      - CM-CO kondrit (mini-kondrumok) klán
        - CM kondrit (Mighei-szerű) csoport
        - CO kondrit (Ornans-szerű) csoport

      - CV-CK kondrit klán
        - CV kondrit (Vigarano-szerű) csoport
          - CV-oxA kondrit (oxidált, Allende-szerű) alcsoport
          - CV-oxB kondrit (oxidált, Bali-szerű) alcsoport
          - CV-red kondrit (redukált) alcsoport

        - CK kondrit (Karoonda-szerű) csoport

      - CR kondrit klán
        - CR kondrit (Renazzo-szerű) csoport
        - CH kondrit (Allan Hills 85085-szerű) csoport
        - CB kondrit (Bencubbin-szerű) csoport
          - CBa kondrit alcsoport
          - CBb kondrit alcsoport

    - Rendes kondrit osztály
      - H kondrit csoport
      - L kondrit csoport
      - LL kondrit csoport

    - Ensztatit kondrit osztály
      - EH kondrit csoport
      - EL kondrit csoport

    - Más kondrit csoportok, amelyek nincsenek benne a nagyobb osztályokban
      - R kondrit (Rumuruti-szerű) csoport
      - K kondrite (Kakangari-szerű) kis csoport (kevesebb, mint 5 taggal)

  - Akondritok
    - Primitív akondritok 
      - Acapulcoit-lodranit klán
        - Acapulcoit csoport
        - Lodranit csoport

      - Brachinit csoport
      - Winonait csoport
      - Ureilit csoport

    - HED meteoritok klán (valószínűleg a 4 Vesta kisbolygóról) 
      - Howardit csoport
      - Eukrit csoport
      - Diogenit csoport

    - Holdi meteoritok csoport
    - Marsi meteoritok csoport (gyakran "SNC meteoritoknak" is hívják őket)
      - Shergottitok
      - Nakhlitok
      - Chassignitek
      - Más Marsi meteoritok, pl., ALH84001

    - Angrit csoport
    - Aubrit csoport (ensztatit akondritok)
- II) Kő-vas meteoritok
  - Pallazitok
    - Főcsoport pallazitok
    - Eagle station pallazitok kis csoportja
    - Pyroxén pallazitok kis csoportja

  - Mezosziderit csoport
- III) Vasmeteoritok
  - Magmás vasmeteorit csoportok
    - IC vasmeteorit csoport
    - IIAB vasmeteorit csoport
    - IIC vasmeteorit csoport
    - IID vasmeteorit csoport
    - IIF vasmeteorit csoport
    - IIG vasmeteorit csoport
    - IIIAB vasmeteorit csoport
    - IIIE vasmeteorit csoport
    - IIIF vasmeteorit csoport
    - IVA vasmeteorit csoport
    - IVB vasmeteorit csoport

  - Nem-magmás vagy primitív vasmeteorit csoportok
    - IAB vasmeteorit "komplexum" vagy klán (Korábban az IAB és IIICD vasmeteorit csoportok.

Az IAB vasmeteorit komplexumban: A csoport, 5 alcsoport, számos kis csoport, melyek szoros rokonságban vannak. Főleg gyorsan hűlő magmákból kristályosodtak.
- -     -       - IAB főcsoport
      - Udei Station kis csoport
      - Pitts kis csoport
      - sLL (kis Au, kis Ni) alcsoport
      - sLM (kis Au, Medium Ni) alcsoport
      - sLH (kis Au, nagy Ni) alcsoport
      - sHL (nagy Au, kis Ni) alcsoport
      - sHH (nagy Au, nagy Ni) alcsoport

    - IIE vasmeteorit csoport

## Egy alternatív osztályozás Krottól és munkatársaitól
- Kondritok
- Nem-kondritok
  - Primitívek
  - Differenciáltak
    - Akondritok
    - Kő-vasak
    - Vasak

## Egy alternatív osztályozás Weisbergtől és munkatársaitól
- Kondritok
- Primitív akondritok
- Akondritok

ahol a vasakat és a kővasakat akondritoknak vagy primitív akondritoknak tekintik.